# Ruan
Ruan – miejscowość i gmina we Francji, w Regionie Centralnym, w departamencie Loiret.
Według danych na rok 1990 gminę zamieszkiwało 221 osób, a gęstość zaludnienia wynosiła 14 osób/km² (wśród 1842 gmin Centre, Ruan plasuje się na 919. miejscu pod względem liczby ludności, natomiast pod względem powierzchni na miejscu 848.).